# Stefanie Pesendorfer

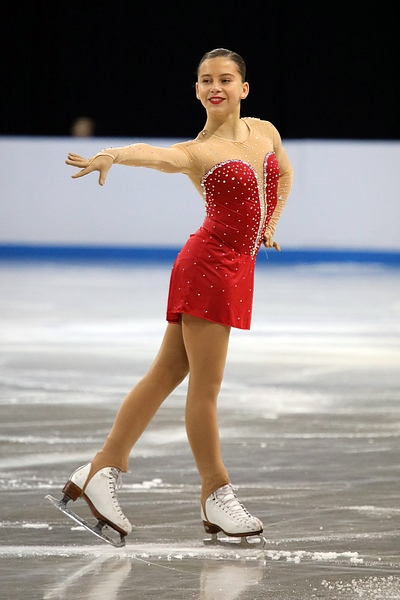
Stefanie Pesendorfer (2018)

Stefanie Pesendorfer (* 31. August 2003 in Wels) ist eine österreichische Eiskunstläuferin, die im Einzellauf startet. Sie lebt in Marchtrenk.
Pesendorfer begann 2007 mit dem Eislaufen und trainierte viele Jahre beim Verein Union SC Linz bei Denise Jaschek. 2022 wurde sie Österreichische Staatsmeisterin im Eiskunstlaufen und nahm im gleichen Jahr erstmals an  Eiskunstlauf-Weltmeisterschaften teil.
Seit 2024 trainiert sie in  Oberstdorf. 

## Ergebnisse
| Meisterschaft / Jahr            | 2022 | 2023 | 2024 | 2025 |
| ------------------------------- | ---- | ---- | ---- | ---- |
| Weltmeisterschaften             | 32.  |      |      |      |
| Europameisterschaften           |      |      |      | 23.  |
| Österreichische Meisterschaften | 1.   | 3.   | 2.   | 4.   |